# Josef Gmeiner
Josef Gmeiner es un deportista liechtensteiniano que compitió en esquí alpino adaptado. Ganó una medalla de bronce en los Juegos Paralímpicos de Lillehammer 1994 en la prueba de eslalon (clase B1-2).

## Palmarés internacional
| Juegos Paralímpicos | Juegos Paralímpicos   | Juegos Paralímpicos | Juegos Paralímpicos |
| Año                 | Lugar                 | Medalla             | Prueba              |
| ------------------- | --------------------- | ------------------- | ------------------- |
| 1994                | Lillehammer (Noruega) | Medalla de bronce   | Eslalon B1-2        |